# Ruma (Illinois)
Ruma is een plaats (village) in de Amerikaanse staat Illinois, en valt bestuurlijk gezien onder Randolph County.
In 1818 werd een katholieke parochie gewijd aan Sint-Patrick opgericht voor Ierse immigranten. Zij vormden een minderheid tussen de voornamelijk protestantse immigranten.

## Demografie
Bij de volkstelling in 2000 werd het aantal inwoners vastgesteld op 260. In 2006 is het aantal inwoners door het United States Census Bureau geschat op 258, een daling van 2 (-0,8%).

## Geografie
Volgens het United States Census Bureau beslaat de plaats een oppervlakte van 1,1 km², geheel bestaande uit land.

## Plaatsen in de nabije omgeving
De onderstaande figuur toont nabijgelegen plaatsen in een straal van 16 km rond Ruma.